# عبد الله مطاوع
عبد الله مطاوع (مواليد 2005 م) هو لاعب كرة قدم كويتي يشغل مركز لاعب وسط، ويلعب مع نادي القادسية في الدوري الكويتي الممتاز.

## المسيرة الرياضية
سجل الهدف الوحيد في المباراة التي فاز بها القادسية على النصر بهدف دون رد، على ملعب علي صباح السالم، في ختام منافسات الجولة الخامسة من منافسات الدوري الكويتي الممتاز 2023–24.